# Wani (ort)
Wani är en ort i Indien.   Den ligger i distriktet Yavatmal och delstaten Maharashtra, i den centrala delen av landet, 1 000 km söder om huvudstaden New Delhi. Wani ligger 224 meter över havet och antalet invånare är 57 288.
Terrängen runt Wani är platt. Runt Wani är det ganska tätbefolkat, med 149 invånare per kvadratkilometer. Wani är det största samhället i trakten. Trakten runt Wani består till största delen av jordbruksmark.